# Ana Carrascosa Zaragoza
Ana Carrascosa Zaragoza (València, 6 de maig de 1980) és una esportista espanyola que va competir en judo, guanyadora de dues medalles en el Campionat Mundial de Judo entre els anys 2009 i 2011, i quatre medalles en el Campionat Europeu de Judo entre els anys 2002 i 2011.
Va participar en dos Jocs Olímpics d'Estiu en els anys 2008 i 2012, la seua millor actuació va ser un setè lloc assolit en Pequín 2008 en la categoria de –52 kg. i a Londres en 2012
En 2009 va ser candidata al Premi al Millor Esportista 2008, lliurat en la II Edició dels Premis Nostresport.
Al febrer de 2014 es va acomiadar com a judoka professional. Ana es formà per a ser docent, i transmetre valors com una de les grans referents de l'esport.

## Palmarès internacional
| Campionat Mundial | Campionat Mundial          | Campionat Mundial | Campionat Mundial |
| Any               | Lloc                       | Medalla           | Categoria         |
| ----------------- | -------------------------- | ----------------- | ----------------- |
| 2009              | Rotterdam ( Països Baixos) | 3                 | –52 kg            |
| 2011              | París ( França)            | 3                 | –52 kg            |
| Campionat Europeu |                            |                   |                   |
| Any               | Lloc                       | Medalla           | Categoria         |
| 2002              | Maribor ( Eslovènia)       | 2                 | –52 kg            |
| 2008              | Lisboa ( Perú)             | 1                 | –52 kg            |
| 2009              | Tiflis ( Geòrgia)          | 2                 | –52 kg            |
| 2011              | Istanbul ( Turquia)        | 3                 | –52 kg            |